# TransMiCable
El TransMiCable es un sistema de transporte del tipo teleférico y subtipo cable aéreo para movilización urbana de tránsito rápido en la ciudad de Bogotá, Colombia; está compuesto por una línea de servicio comercial de 3,34 km de longitud. Cuenta con un total de cuatro estaciones. Fue inaugurado el 27 de diciembre de 2018 e inició operaciones comerciales el 29 de diciembre del mismo año. Forma parte del SITP, junto al TransMilenio y el Metro.

## Historia

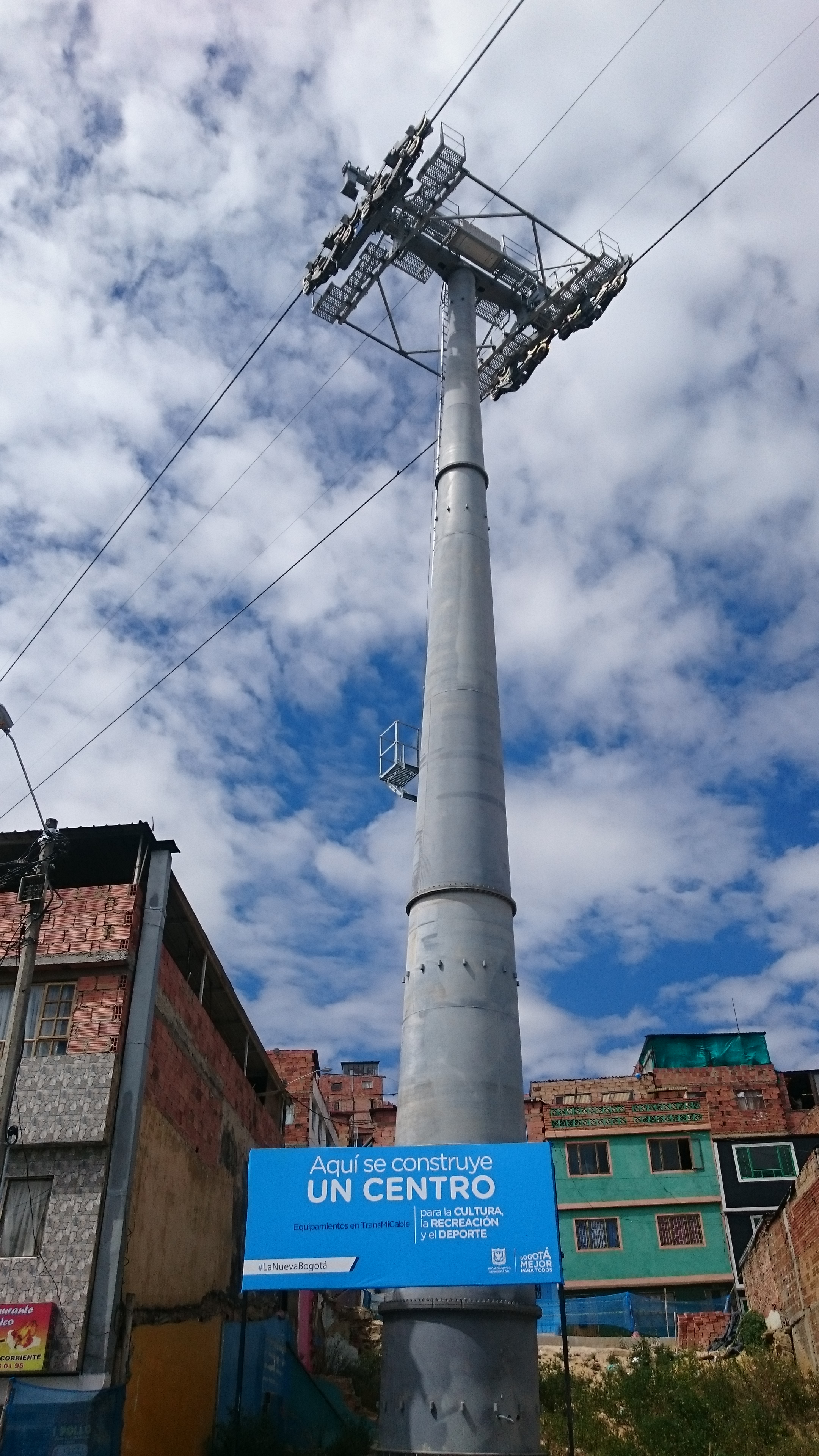
Construcción de una de las pilonas y su espacio público adyacente.

El inicio de la construcción de la primera línea de cable aéreo de Bogotá se tenía planeado para el año 2012, sin embargo, debido a que el Concejo de Bogotá negó los recursos necesarios, se retrasó la estructuración del proyecto. El 30 de noviembre de 2015, se firmó el acta en la que se consignó el compromiso de construcción del cable aéreo para la localidad Ciudad Bolívar ubicada en el sur de Bogotá. Para la fecha, el Instituto de Desarrollo Urbano ya había iniciado la compra de 93 de los 175 predios que se necesitaban para iniciar las obras de construcción con una inversión de 8000 millones de pesos.
El 12 de septiembre de 2016 se inició oficialmente la construcción de la línea de TransMiCable en la localidad de Ciudad Bolívar. La obra estaba presupuestada para durar 21 meses y ser entregada en diciembre del año 2018. En el mes de junio de 2017 empezaron a llegar las primeras cabinas del sistema a la ciudad de Bogotá, la entrega de las cabinas fue paulatina a lo largo del segundo semestre del mismo año. A principios del año 2018, durante tres semanas se instaló el cable de acero del sistema, primero se tendió con ayuda de un dron un cable guía de nailon de 2 milímetros entre cada una de las torres el cual se fue reemplazando por cables más resistentes hasta completar la instalación del cable principal de acero de 5,2 milímetros. Desde marzo se iniciaron las pruebas en el sistema, inicialmente con dos cabinas a 3,6 km/h para verificar el funcionamiento del cable ya instalado, luego con un mayor número de cabinas a 10,0 km/h para probar los sistemas automáticos de suministro de energía, y finalmente la prueba final con el total de cabinas a la velocidad comercial del sistema.
En mayo de 2018 se adjudicó la operación y mantenimiento del sistema TransMiCable al Consorcio Cable Móvil conformado por las empresas Transdev de Chile y Fanalca de Colombia.
El 31 de agosto de 2018 finalizaron las pruebas requeridas del sistema y se hizo oficial la culminación de las obras por parte del contratista. El IDU le hizo entrega de todos los componentes del sistema a la empresa TransMilenio que se encarga de la operación del transporte público de la ciudad, para dar inicio a la adecuación de torniquetes, y señalización de cada una de las estaciones.
El sistema fue inaugurado el 27 de diciembre de 2018 realizando viajes de forma gratuita para algunos habitantes del sector, sin embargo, entró en operación comercial dos días después.
En marzo de 2023 fue adjudicada la construcción de una segunda línea de cable para Bogotá, también en el sur de la ciudad. La línea que se construye en la localidad de San Cristóbal tendrá una longitud de 2,8 km y tres estaciones ubicadas en el Portal 20 de Julio de TransMilenio, y en los barrios La Victoria y Altamira.
El 18 de junio de 2023, se cerró el sistema por primera vez por tareas de revisión y mantenimiento, para ser reabierto al público el 2 de julio.
En octubre de 2023 se abrió la licitación para la construcción de la tercera línea en el sector de Potosí, ubicado en la localidad de Ciudad Bolívar, y que conectará con el Portal Sur - JFK Cooperativa Financiera. Esta licitación finalizó en diciembre del mismo año cuando fue adjudicada al grupo de empresas demonimado Unión Temporal Ciudad Aérea el cual tendrá 12 meses para la etapa de estudios y diseños y 24 meses para la construcción, por lo tanto, se espera que la tercera línea entre en funcionamiento en el primer semestre de 2027.

## Líneas

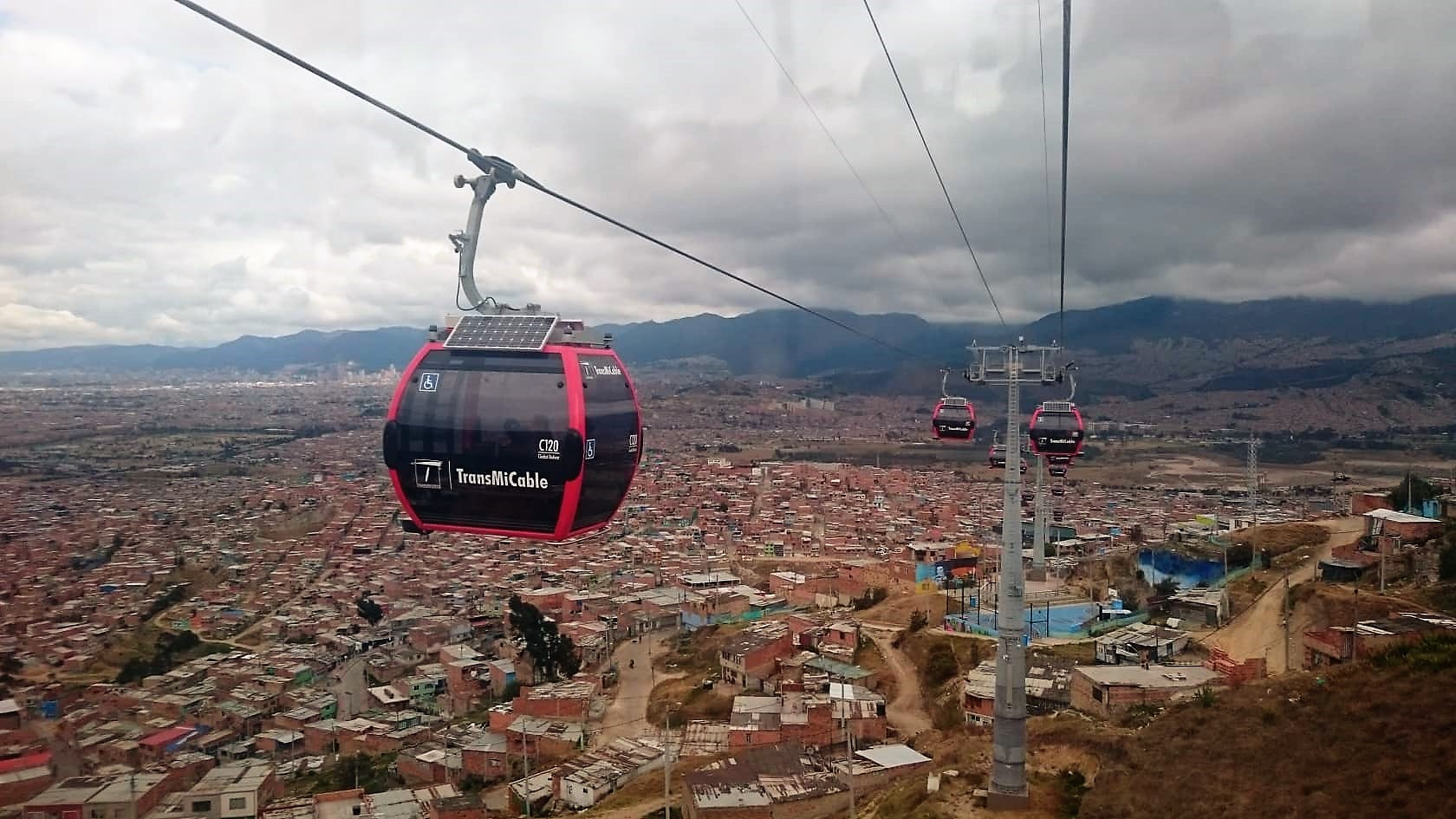
Línea Ciudad Bolívar en funcionamiento.

El TransMiCable está compuesto por dos líneas; la primera línea en funcionamiento, de 3,34 km de longitud, ubicada en la localidad de Ciudad Bolívar al sur de la ciudad; y una segunda en construcción, en la localidad de San Cristóbal y que tendrá una longitud de 2,80 km.
La licitación para la construcción de una tercera línea en el sector de Potosí en la localidad de Ciudad Bolívar fue abierta en octubre de 2023.
| Líneas del TransMiCable de Bogotá |          |                             |                                  |                      |                        |             |
| Línea                             | Longitud | Terminales                  | Apertura                         | Número de estaciones | Tipo de estación       | Flota       |
| T                                 | 3,34 km  | Tunal - Mirador del Paraíso | 29 de diciembre de 2018          | 4                    | 2 a nivel y 2 elevadas | 163 cabinas |
| En construcción                   | 2,80 km  | 20 de Julio - Altamira      | febrero de 2026 (fecha estimada) | 3                    | 2 a nivel y 1 elevada  | 144 cabinas |
| En preconstrucción                | 3,30 km  | Portal Sur - Potosí         | enero de 2027 (fecha estimada)   | 4                    | 1 a nivel y 3 elevadas | 189 cabinas |

### Línea Ciudad Bolívar

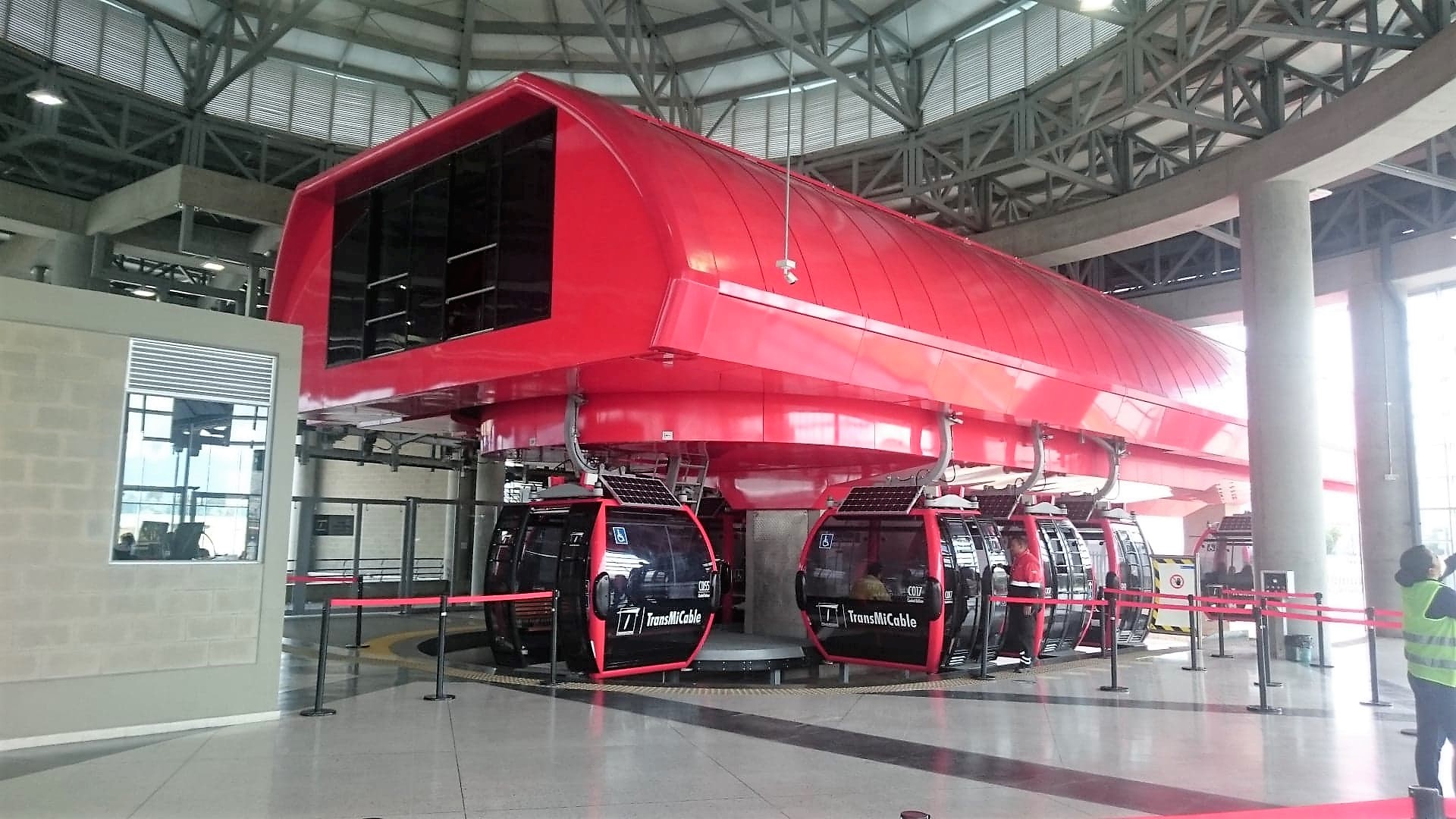
Plataforma de abordaje en la estación Tunal.

La estación más elevada se encuentra a 2824  m s. n. m. en el barrio Paraíso y conecta con el sistema TransMilenio en el Portal Tunal. Alrededor de las estaciones y de 12 de las 24 pilonas que conforman la estructura, se realizaron obras de renovación del espacio público. La línea cuenta con 163 cabinas, cada una con capacidad para transportar a 10 personas y se estima que beneficia a 669 000 habitantes del sur de la ciudad.
| Estaciones de la línea Ciudad Bolívar |                |                                                                             |                                  |
| Estación                              | Conexiones     | Servicios                                                                   | Ubicación                        |
| Tunal                                 | H Portal Tunal | Alimentador · Punto de información · Cajero automático · Baños · Enfermería | Av. Villavicencio con Av. Boyacá |
| Juan Pablo II                         | SITP           |                                                                             | Calle 67C Sur con Carrera 18R    |
| Manitas                               | SITP           |                                                                             | Calle 70G Sur con Carrera 18K    |
| Mirador del Paraíso                   | SITP           |                                                                             | Calle 71H Sur con Carrera 27     |

### Línea San Cristóbal
En marzo de 2023 se adjudicó al consorcio Doppelmayr la construcción de una línea de cable aéreo en la localidad de San Cristóbal, la cual inició en octubre del mismo año. Conectará la parte alta de la localidad con el portal de TransMilenio 20 de Julio. Se proyecta que la línea entre en funcionamiento en el segundo semestre de 2025. Tendrá una longitud de 2,8 km y tres estaciones.
| Estaciones de la línea San Cristóbal |               |                                                                             |                                    |
| Estación                             | Conexiones    | Servicios                                                                   | Ubicación                          |
| 20 de Julio                          | L 20 de Julio | Alimentador · Punto de información · Cajero automático · Baños · Enfermería | Calle 30A Sur con Carrera 4        |
| La Victoria                          | SITP          |                                                                             | Calle 41 Sur con Carrera 3 Este    |
| Altamira                             | SITP          |                                                                             | Calle 43A Sur con Carrera 12B Este |

### Línea Potosí
En diciembre de 2023 se adjudicó la construcción de la línea de cable aéreo en la localidad de Ciudad Bolívar, que conectará el sector de Potosí con el Portal Sur de TransMilenio. Se proyecta que la línea entre en funcionamiento en el primer semestre de 2027. Tendrá una longitud de 3,3 km y cuatro estaciones.
| Estaciones de la línea Potosí |              |                                                                             |                                      |
| Estación                      | Conexiones   | Servicios                                                                   | Ubicación                            |
| Portal Sur                    | G Portal Sur | Alimentador · Punto de información · Cajero automático · Baños · Enfermería | Transversal 77I con Calle 58 Sur     |
| Tres Reyes                    | SITP         |                                                                             | Carrera 77A con Calle 64F Sur        |
| Santa Viviana                 | SITP         |                                                                             | Transversal 75I con Diagonal 75C Sur |
| Potosí                        | SITP         |                                                                             | Carrera 45 con Calle 82 Sur          |